# 21189 Robertonesci
21189 Robertonesci este o planetă minoră (asteroid), cu un diametru de 2,701 km, din centura de asteroizi. A fost descoperită pe 3 mai 1994 la osservatorio astronomico Santa Lucia Stroncone⁠(d) de Antonio Vagnozzi⁠(d). 
Obiectul prezintă o orbită caracterizată de o semiaxă mare de 2,5432745 UAi, o excentricitate de 0,19, o înclinație de 3,15542 ° în raport cu ecliptica.